# Pic King
Le pic King (en anglais King Peak) est un sommet du Yukon culminant à plus de 5 173 mètres d'altitude. Il est situé à proximité du mont Logan dont il peut être considéré comme un pic secondaire.

## Ascensions
La première ascension du pic King a eu lieu en 1952 par des étudiants de l'Université d'Alaska. Russell Alston Paige, Keith Hart, Elton Thayer et Bill Atwood sont arrivés par le glacier Ogilvie au pied de l'arête de Quartz, où ils laissent la majorité de leur provisions. Ils atteignent le camp 2 sur l’arête occidentale le 3 juin. Après avoir attendu deux jours que la météo s'améliore et avoir surmonté des tours rocheuses et des arêtes glacées, Hart et Thayer arrivent au sommet le 6 alors qu'Atwood était redescendu à la suite d'une blessure au genou.
Les deuxième et troisième ascensions ont eu lieu la même année par une équipe américaine qui avait également réalisé la première ascension du Mont Augusta (en). Ils ont emprunté l'arête est en traversant parfois vers le nord pour éviter les pentes raides. Après deux tentatives échouées les 20 et 21 juillet, Pete Schoening et Gibson Reynolds atteignent le sommet le 23 juillet. Schoening revient le lendemain avec Dick et Bill McGowan Niendorff pour compléter la troisième ascension.